# Pinus digenea
Pinus digenea là một loài thực vật hạt trần trong họ Pinaceae. Loài này được Beck mô tả khoa học đầu tiên năm 1888.